# Манастир Превели
Манастир Превели (грч. Μονή Πρέβελη) — ставропигијски православни монастир Цариградске патријаршије.
Налази се на Криту, јужно од места Ретимно, западно од ушћа реке Курталиоти ("Велике Реке").
Обухвата два посебна манастира који се налазе на удаљености 1,7 км један од другог, Доњи Манастир Продрому и Горњи Манастир Теологу.
Доњи Манастир Продрому је још у рушевинама. Налази се у близини Велике Реке и лучног моста основан је у периоду од 10. - 11. века. Манастир се користио раније преко целе године пошто су околне површине биле погодне за пољопривреду и сточарство али је напуштен зато што је често уништаван и пљачкан од стране разних освајача.
Горњи Манастир Теологу функционише нормално као мушки манастир. Саграђен је у 16. веку на каменитом узвишењу са погледом на море. Комплекс је саграђен у облику слова Π и у центру се налази црква манастира са са иконостасом, посвећеним Светом Јовану Теологу (слави се 8. маја) и Јеванђељу Богородице. За време Османлија је уништен 1646. и 1770. године. Име Манастира вероватно потиче од Акакиоса Превелиса који га је обновио 1670. године.
Име Манастира Превели је повезано са учешћем његових монаха у борбама за ослобођење Крита и то је често плаћао веома скупо. Једна од важнијих личности Крита је био и Мелхиседек Кудерос (1803-1823), игуман Манастира. Мелхиседек је учествовао у организацији устанка 1821. године. Учествовао је и сам у биткама али је погинуо херојски 1823. године. Због тога су Турци уништили манастир.
Нови игуман Нилос Мосховитис реновира Горњи Манастир, и обнавља стару школу Свете Тројице. Манастир 1866. обезбеђује склониште устаницима а 14 монаха учествује у оружаној борби. Манастир је поново потпуно уништен од стране војника Решид паше. Поново је обновљен 1897. године.
После битке на Криту 1941. и после Немачке окупације у манастиру се сакупља више од 5000 савезничких војника све док нису дошле подморнице у Превели да их склоне у Африку. Исте године 25. августа Немци уништавају манастир и већину монаха одводе у затвор у Ханиа. Немци отимају Часни Крст манастира и 13. септембра 1941. авион који је требало да пребаци Часни крст у Немачку није могао да полети. Немци предају Крст полицији у Ханиа и авион полеће. Монаси су се вратили у Манастир 1943.године.